# Нижне-Гниловское кладбище
Нижне-Гниловско́е кла́дбище — кладбище в Ростове-на-Дону.

## История
Нижне-Гниловское кладбище находится в Железнодорожном районе Ростова-на-Дону. Его общая площадь, поделенная на 9 кварталов, составляет 15 га.
Кладбище возникло в XVIII веке, когда ещё существовала станица Гниловская (ныне в черте Ростова-на-Дону), и было действующим до 1972 года, когда открылось Северное кладбище и захоронения на Нижне-Гниловском кладбище прекратились. В 1998 году, когда на Северном кладбище обострилась ситуация с новыми местами, на Нижне-Гниловском кладбище возобновились подзахоронения в родственные могилы.
В настоящее время часть территории кладбища замусорена и неухожена, но приводится в порядок.
Нижне-Гниловское городище и некрополь являются Памятниками археологии федерального значения, а курганная группа «Нижне–Гниловское кладбище» (2 кургана) являются Памятником археологии г. Ростова-на-Дону, состоящих на государственной охране.

## Известные люди, похороненные на кладбище
На кладбище похоронен есаул Василий Иванович Суржин — атаман станицы Гниловской.